# Museu de Arte Moderna de Bruxelas
O Museu de Arte Moderna de Bruxelas pertence aos Reais museus de Belas-Artes da Bélgica. Este museu conserva obras dos finais do século XVIII até ao período contemporâneo, desde esculturas a pinturas, desenhos a porcelanas, entre outros.

## A colecção
A colecção dita do século XIX, está inserida no neo-classicismo. Nestas, pinturas (incluindo obras de James Ensor)e esculturas são agradavelmente expostas, seguindo um percurso temático e cronológico, que nos conduz à colecção do século XX.
Esta última, dentro do museu, localiza-se em salas abertas em 1984. As pinturas e objectos de arte distribuem-se criando um ambiente agradável, que proporciona ao visitante uma outra visão sobre o século XX. A colecção conta com obras de de René Magritte e Marcel Broodthaers.